# Manny Mori
Emanuel (Manny) Mori (Fefan, Chuuk, 25 december 1948) is een politicus uit de eilandstaat Micronesia die van 2007 tot 2015 het presidentiële ambt vervulde. Voor zijn presidentschap heeft Mori onder meer gestudeerd op de universiteit van Guam. Vanaf 1999 maakte hij deel uit van het congres van Micronesia. Op 11 mei 2007 werd Mori door het congres tot president verkozen, waarna hij nog op dezelfde dag werd beëdigd. Op 11 mei 2015 werd hij opgevolgd door Peter Christian.